# Carola Wegerle

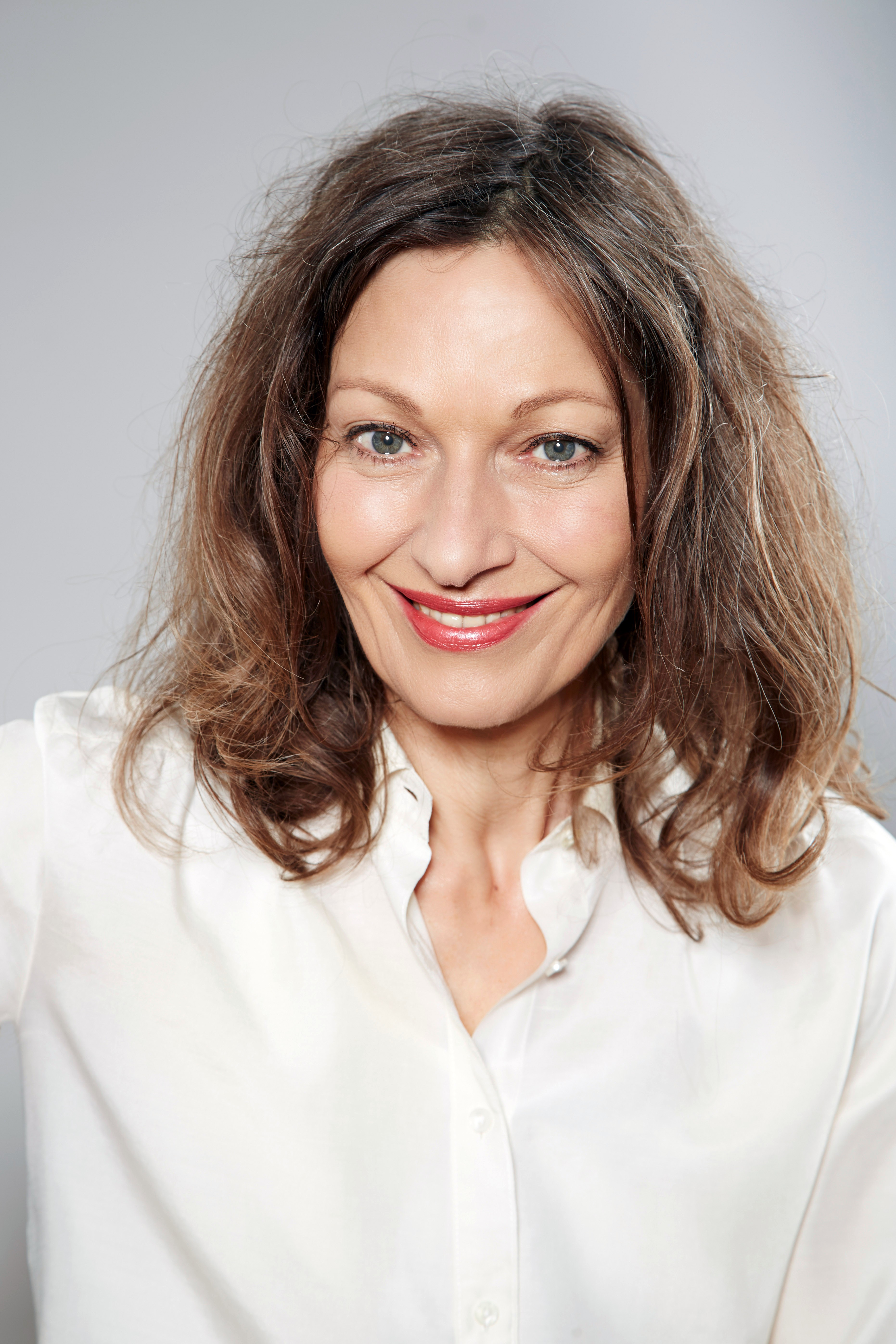
Carola Wegerle, 2019

Carola Wegerle (* 16. März 1964 in Karlsruhe) ist eine deutsche Schauspielerin und Autorin.

## Leben
Ihre Kindheit verbrachte sie in Karlsruhe. Sie studierte 1983 bis 1986 Indologie, Islamwissenschaften und Ethnologie an der Ruprecht-Karls-Universität in Heidelberg und besuchte dort gleichzeitig die staatlich anerkannte Schauspielschule Studio Haller.
Nach Studienabschluss und Bühnenreife folgten sieben Jahre im festen Engagement an deutschen Stadttheatern. Sie spielte am Zimmertheater Heidelberg, der Komödie Kassel, den Westfälischen Kammerspielen, dem Altonaer Theater und dem Südostbayerischen Städtebundtheater klassische und moderne Hauptrollen wie Constantia in „Der Talisman“ (1986), Anne in „Anne Frank“ (1987), Colombe in „Colombe“ (1988), Mascha in „Die Möwe“ (1988), Recha in „Nathan der Weise“ (1988), Titania in „Ein Sommernachtstraum“ (1989) oder Helena in „Faust II“ (1989).
Nach 1991 arbeitete sie freiberuflich am Theater sowie in Fernseh- und Filmproduktionen. Darunter waren Einzelengagements am Theater 44 und der Neuen Schaubühne München. Im Fernsehen war sie seit 1989, zum Beispiel als Carola Gottinger im Mehrteiler Die Hütte am See (1994) unter der Regie von Georg Tressler und als Caroline Kirchhoff in „Eine öffentliche Affäre“ unter der Regie von Rolf Schübel zu sehen. Auch in der Fernsehserie Der Alte wirkte sie z. B. in Folge 196 mit.
Seit dem Jahr 2000 ist sie als Autorin tätig und verfasste auch Inhalte im Bereich von pädagogischer Fachliteratur. Sie konzipierte und schrieb drei Fernstudiengänge, bestehend aus insgesamt 37 Studienheften und produzierte dafür 19 CDs und eine DVD für das Institut für Lernsysteme in Hamburg, das Sachbuch Körpersprache (expert, Renningen 2017) und den Ratgeber Besser konzentrieren (Humboldt Hannover, 2013).
Zu weiteren Veröffentlichungen gehören Geschichten für Kinder, Romane und journalistische Beiträge wie das Kinderbuch Siris Farben (2010), der Jugendroman Luisas Chance (2016) und das Sachbuch Schau hinter die Kulissen (2017). Reisen nach Afghanistan, Indien, den Iran und in den Jemen sensibilisierten sie für unterschiedliche Mentalitäten, Unterschiede und Gemeinsamkeiten verschiedener Kulturen. Aus den Reisen und der Intention, den Krisenherd Irak aus deutscher Sicht zu beleuchten, ging ihr Roman Die Irak-Mission im Jahr 2014 hervor.
Im Jahre 2018 wurde ihr Kindermusical Zwiebel und Bombom beim Plausus-Theaterverlag veröffentlicht. Im Jahre 2019 führte Wegerle eine lyrische Lesung des Werkes „Die Flügel meines schweren Herzens arabischer Dichterinnen vom 5. Jahrhundert bis heute“ durch.
Im Sommer 2021 spielte sie die Estelle in Sartres Geschlossene Gesellschaft bei den Schlossfestspielen Ettlingen.

## Veröffentlichungen (Auswahl)
- Carola Wegerle: Kiria fliegt quer. 1. Auflage. Buchbäcker Verlagsgesellschaft, München 2007, ISBN 978-3-940240-00-2.
- Carola Wegerle: Besser konzentrieren der Workshop für ein besseres Gedächtnis; Konzentration in allen Lebenslagen; plus DVD mit allen wichtigen Übungen. Humboldt, Hannover 2013, ISBN 978-3-86910-479-9.
- Carola Wegerle: Die Irak-Mission. 2016, ISBN 978-3-7418-0866-1, urn:nbn:de:101:1-2017012721173.
- Carola Wegerle: Luisas Chance. 2016, ISBN 978-3-7375-7541-6.
- Carola Wegerle: Körpersprache: Der Workshop für mehr Sicherheit. Mit vielen Übungen. expert, Renningen 2017, ISBN 978-3-8169-3372-4.
- Carola Wegerle: Gutes Benehmen zahlt sich aus: Tipps für Berufseinsteiger. WEGERLE cc-live, 15. November 2017.
- Carola Wegerle: Schau hinter die Kulissen: Eine Erzählung vom Theater. 1. Auflage. Mirabilis, Klipphausen 2017, ISBN 978-3-9818484-2-7.
- Carola Wegerle: Die Irak-Mission : Claires Einsatz : Roman. 1. Auflage. ratio-books, Lohmar 2019, ISBN 978-3-96136-059-8.

## Auszeichnungen
- 1983: Scheffelpreis der Literarischen Gesellschaft Karlsruhe